# Caillardia inedita
Caillardia inedita är en insektsart som beskrevs av Loginova 1978. Caillardia inedita ingår i släktet Caillardia och familjen rundbladloppor. Inga underarter finns listade i Catalogue of Life.